# Osteocondritis dissecant
L'osteocondritis dissecant (OCD) és un trastorn articular principalment de l'os subcondral en què es formen esquerdes al cartílag articular i l'os subcondral subjacent. L'OCD sol causar dolor durant i després dels esports. En les etapes posteriors del trastorn, hi haurà inflor de l'articulació afectada que es bloqueja durant el moviment. L'examen físic a les primeres etapes només mostra dolor com a símptoma, en etapes posteriors pot haver-hi embassament, dolor a la palpació i crepitacions amb el moviment articular.
L'OCD (més freqüent en el genoll) és causat per la privació de sang del cartílag de creixement secundari al voltant del nucli ossi del còndil femoral. Això passa amb els vasos epifisaris sota la influència de la sobrecàrrega repetitiva de l'articulació durant els esports de córrer i saltar. Durant el creixement, aquestes àrees condronecròtiques creixen fins a l'os subcondral. Allà es mostrarà com a zona de defecte ossi sota el cartílag articular. Després, l'os es curarà fins a l'os condil·lar circumdant en el 50% dels casos. O es convertirà en una pseudartrosi entre el nucli ossi condil·lar i l'escata d'osteocondritis deixant que el cartílag articular que suporta sigui propens a danyar-se. El dany s'executa per una sobrecàrrega esportiva contínua. El resultat és la fragmentació (dissecció) tant del cartílag com de l'os, i el moviment lliure d'aquests fragments d'os i cartílag a l'interior de l'espai articular, causant dolor, bloqueig i danys addicionals. L'OCD presenta una anamnesi típica amb dolor durant i després dels esports sense antecedents de traumatisme. Alguns símptomes de les últimes etapes de l'osteocondritis dissecant es troben amb altres malalties com la malaltia reumatoide dels nens i les ruptures meniscals. No obstant això, la malaltia es pot confirmar mitjançant raigs X, tomografia computada (TC) o ressonància magnètica (RM).
El tractament no quirúrgic té èxit en el 50% dels casos. Si en les fases finals la lesió és inestable i el cartílag està danyat, la intervenció quirúrgica és una opció, ja que la capacitat de curació del cartílag articular és limitada. Sempre que sigui possible, s'utilitzen formes no quirúrgiques, com ara la protecció articular amb suport reduït o sense pes i la immobilització. El tractament quirúrgic inclou reducció i fixació del fragment osteocondral per artroscòpia, trasplantament de cèl·lules mare i en situacions molt difícils en reemplaçament d'articulacions en adults. Després de la cirurgia, la rehabilitació sol ser un procés de descàrrega i fisioteràpia en dues etapes. La majoria dels programes de rehabilitació combinen esforços per protegir l'articulació amb l'enfortiment muscular i l'amplitud del moviment. Durant un període d'immobilització, s'utilitzen habitualment exercicis isomètrics, per restaurar la pèrdua muscular sense pertorbar el cartílag de l'articulació afectada. Un cop finalitzat el període d'immobilització, la fisioteràpia implica un moviment passiu continu i/o activitats de baix impacte, com caminar o nedar.
L'OCD es produeix cada any entre 15 i 30 persones per cada 100.000 de la població general. Tot i que és rar, és una causa important de dolor articular en nens i adolescents físicament actius. Com que els seus ossos encara creixen, els adolescents tenen més probabilitats que els adults de recuperar-se de l'OCD; la recuperació en adolescents es pot atribuir a la capacitat de l'os de reparar el teixit ossi danyat o mort i el cartílag en un procés anomenat remodelació òssia. Tot i que l'OCD pot afectar qualsevol articulació, el genoll tendeix a ser el més afectat i constitueix el 75% de tots els casos. Franz König va encunyar el terme osteocondritis dissecant el 1887, descrivint-lo com una inflamació de la interfície os-cartílag. Moltes altres condicions es van confondre amb OCD quan es va intentar descriure com la malaltia va afectar l'articulació, incloent fractura osteocondral, osteonecrosi, centre d'ossificació accessori, osteocondrosi i displàsia epifisària hereditària. Alguns autors han utilitzat els termes osteocondrosi dissecant i fragments osteocondrals com a sinònims d'OCD.